# Norra Svarttjärnen, Härjedalen
Norra Svarttjärnen är en sjö i Härjedalens kommun i Härjedalen och ingår i Ljusnans huvudavrinningsområde.